# Ploumoguer
Ploumoguer (tiếng Breton: Ploñger) là một xã của tỉnh Finistère, thuộc vùng Bretagne, miền tây bắc Pháp.

## Dân số
Người dân ở Ploumoguer được gọi là Ploumoguérois.